# Organisation européenne de télécommunications par satellite
L’Organisation européenne de télécommunications par satellite (EUTELSAT IGO) est une organisation intergouvernementale qui comprend 49 États membres européens. La mission d’EUTELSAT IGO est de maintenir les droits sur les fréquences et positions orbitales obtenus internationalement auprès de l’Union internationale des télécommunications et de superviser les activités d’Eutelsat S.A. afin que celle-ci respecte la Convention amendée EUTELSAT. EUTELSAT IGO est un acteur majeur de la communauté mondiale des télécommunications par satellites.

## Histoire
L’Organisation européenne de télécommunications par satellite a été créée en 1977 à titre provisoire par 17 États européens, membres de la Conférence européenne des administrations des postes et des télécommunications (CEPT). Elle avait pour objectif de fournir du secteur spatial nécessaire aux services publics de télécommunications internationales en Europe,. Le texte de base de l’Organisation EUTELSAT, la Convention EUTELSAT, a été ouvert à la signature en juillet 1982 et est entré en vigueur le 1er septembre 1985.
Axée dans un premier temps sur la fourniture de capacité de secteur spatial pour des services de télécommunications et audiovisuels en Europe, l’Organisation a étendu ses activités à des services tels que la télévision et la radio analogiques et numériques, la communication pour les entreprises, le multimédia, la messagerie. L’Organisation a élargi son positionnement initialement européen au Moyen-Orient, à l’Afrique, à l’Asie et au continent américain.
En mai 1999, les États membres d’EUTELSAT ont décidé de transformer l’Organisation et le 2 juillet 2001, tous les actifs, activités opérationnelles et engagements correspondants de l’organisation intergouvernementale EUTELSAT ont été transférés à la société anonyme Eutelsat, créée à cet effet à Paris. La Convention EUTELSAT a été amendée avec l’accord des États membres et les amendements sont entrés en vigueur à titre définitif en novembre 2002.
Un accord entre EUTELSAT IGO et Eutelsat S.A. définit les règles d’utilisation du nom EUTELSAT. Écrit en lettres majuscules et suivi par IGO, il fait référence à l’organisation internationale. Pour éviter toute confusion, les sociétés du Groupe Eutelsat écrivent le nom en lettres minuscules.

## Mission de l’Organisation
Depuis la transformation en 2001, l’organisation s’est attachée à adapter sa structure, son rôle, sa mission et ses activités aux évolutions réglementaires, technologiques et commerciales du marché des services fixes par satellite.
La mission principale d’EUTELSAT IGO est de veiller sur les activités de la société anonyme Eutelsat pour s’assurer que celle-ci respecte les Principes de base définis dans l’article III a) de la Convention amendée. Ces principes comprennent les obligations de service public/service universel, la couverture paneuropéenne du système à satellites, la non-discrimination et la concurrence loyale. La mission de supervision est également assurée par la participation du Secrétaire exécutif d’EUTELSAT IGO aux réunions du Conseil d’administration d’Eutelsat S.A. et d’Eutelsat Communications S.A. (la société holding cotée à la bourse de Paris sous le symbole ETL). En sa qualité de censeur, le Secrétaire Exécutif peut obtenir les informations et exprimer ses opinions, mais n’a pas la possibilité de voter.
Depuis 2001, EUTELSAT IGO a également un rôle de maintien des droits sur les fréquences et positions orbitales obtenus internationalement auprès de l’Union Internationale des Télécommunications avant sa transformation en 2001 et détenus collectivement par les États membres. L’Organisation a accepté de mettre ces droits à la disposition de l’opérateur à satellites Eutelsat S.A.
Les autres activités clés d’EUTELSAT IGO comprennent la surveillance continue de l’environnement réglementaire dans les pays européens et la collaboration avec les autres organisations internationales. EUTELSAT IGO, en qualité d’organisation intergouvernementale exploitant des systèmes à satellites dans les trois secteurs de l’UIT, participe régulièrement aux activités et événements de l’UIT pertinents pour l’Organisation. L'actuel Secrétaire exécutif d’EUTELSAT IGO est membre de la Commission des Nations unies «Le large bande au service du développement durable» et l’Organisation soutient et promeut activement le travail réalisé par la Commission. EUTELSAT IGO a également le statut d’observateur permanent au sein du Comité des Nations unies pour l'utilisation pacifique de l'espace extra-atmosphérique (COPUOS) et au sein de la Communauté régionale dans le domaine des communications (RCC), une association composée des plusieurs anciennes républiques soviétiques, aujourd’hui pays indépendants.
Des réunions triparties sont organisées annuellement entre les dirigeants d’EUTELSAT IGO, Organisation internationale de télécommunications par satellite (ITSO) et Organisation internationale de télécommunications mobiles par satellite (IMSO) afin d’évoquer des questions d’intérêt commun et de réfléchir à des initiatives conjointes. EUTELSAT IGO a signé le 15 mai 2019 un Accord de coopération avec Interspoutnik et depuis, les deux organisations ont mutuellement le statut d’observateur,.

## Structure
L’Assemblée des Parties à la Convention EUTELSAT composée de tous les Etats membres est l’instance décisionnelle de l’Organisation. Elle se réunit tous les deux ans. Le Secrétariat est l’organe permanent d’EUTELSAT. Il est dirigé par le Secrétaire exécutif qui est nommé par l’Assemblée des Parties pour un mandat de 4 ans. Il est le représentant légal de l’Organisation.
M. Piotr Dmochowski-Lipski de la Pologne a été réélu Secrétaire exécutif pour un troisième mandat par l’Assemblée des Parties en mars 2025.
Il a succédé à Christian Roisse de la France, Secrétaire exécutif de 2005 à 2017, et à Birgitta Näslund de la Suède, Secrétaire exécutif de 2001 à 2005.

## Rôle d'Eutelsat S.A. dans la diffusion de la propagande de guerre russe
Dans le contexte de l'invasion de l'Ukraine par la Russie, le Comité Denis Diderot publie le 5 avril 2022 un rapport et une pétition demandant à l'Union européenne et à l'EUTELSAT IGO de prendre des sanctions contre les deux plates-formes russes de télévision à péage NTV Plus et Tricolor TV qui diffusent les principales chaînes de propagande de guerre russe,. Le 13 juillet 2022, l'association Reporters sans frontières publie un communiqué de presse constatant que la société Eutelsat S.A. doit respecter les principes définis par la Convention Eutelsat. Parmi ces principes figurent, par renvoi à la Convention européenne sur la télévision transfrontière (CETT), le respect de la liberté d’expression et d'information, le respect de la dignité de la personne humaine, l’interdiction des incitations à la violence ou la haine raciale dans les médias audiovisuels, le pluralisme des médias et la présentation loyale des faits.
Les chaînes des bouquets diffusés en Russie par Eutelsat ne répondant pas à ces obligations. RSF appelle donc les autorités françaises à convoquer une assemblée des Etats parties à la convention Eutelsat afin de leur proposer l’exclusion de la Russie pour violations de l’obligation de respecter les principes de la convention, la suspension des relations commerciales avec les émetteurs russes, et l’attribution des canaux ainsi libérés à des médias indépendants.